# Odocoileus
Az Odocoileus az emlősök (Mammalia) osztályának párosujjú patások (Artiodactyla) rendjébe, ezen belül a szarvasfélék (Cervidae) családjába és az őzformák (Capreolinae) alcsaládjába tartozó nem.

## Rendszerezésük
A nembe az alábbi 2 élő faj és 5 fosszilis faj tartozik:
- öszvérszarvas (Odocoileus hemionus) (Rafinesque, 1817)[2][3]
- fehérfarkú szarvas (Odocoileus virginianus) (Zimmermann, 1780)[4] - típusfaj[5]

- †Odocoileus brachyodontus
- †Odocoileus dolichopsis
- †Odocoileus laevicornis
- †Odocoileus sellardsiae
- †Odocoileus lucasi (Hay, 1927) - ez utóbbit korábban, azonban tévesen Navahoceros fricki nevű fajként írták le.